# Sleeping with Ghosts
Sleeping with Ghosts ist das vierte Album der Band Placebo, welches am 1. April 2003 veröffentlicht wurde.

## Das Album
Als Hauptthematik des Albums bezeichnet die Band zwischenmenschliche Beziehungen, wie Liebe und Freundschaft. 
Placebo verwenden in dem Album im Vergleich zu dessen Vorgängern vermehrt auch elektronische Effekte. Daher wird es zum Teil auch dem Synth Pop zugeordnet. Dabei bleiben jedoch stets die für Placebo typischen Elemente, wie die melancholische Grundstimmung und die außergewöhnliche Stimme Brian Molkos erhalten. Somit reiht sich Sleeping with Ghosts letztendlich passend in den Bandstil ein.

## Titelliste
1. Bulletproof Cupid – 2:22
2. English Summer Rain – 4:01
3. This Picture – 3:34
4. Sleeping with Ghosts – 4:38
5. The Bitter End – 3:10
6. Something Rotten – 5:28
7. Plasticine – 3:26
8. Special Needs – 5:15
9. I'll Be Yours – 3:32
10. Second Sight – 2:49
11. Protect Me from What I Want – 3:15
12. Centrefolds – 5:02
13. Protège-Moi – 3:13 (zusätzlicher Track der Special Edition)

## Special Edition
Sleeping With Ghosts erschien außerdem in einer Special Edition. Dabei befinden sich auf einer zweiten CD zehn von Placebo gecoverte Songs anderer Künstler.
1. Running Up That Hill (Kate Bush)
2. Where Is My Mind? (Pixies)
3. Bigmouth Strikes Again (The Smiths)
4. Johnny and Mary (Robert Palmer)
5. 20th Century Boy (T. Rex)
6. The Ballad of Melody Nelson (Serge Gainsbourg)
7. Holocaust (Alex Chilton)
8. I Feel You (Depeche Mode)
9. Daddy Cool (Boney M)
10. Jackie (Sinéad O’Connor)

Besonderen Erfolg hatten dabei die Covers von „Where Is My Mind?“ und „Running Up That Hill“, welche beide in folgende Tourprogramme aufgenommen wurden. Außerdem befindet sich auf der Special Edition mit „Protège-Moi“ die französischsprachige Version von „Protect Me From What I Want“. Damit unterstreichen Placebo ihre enge Beziehung zu Frankreich.

## Singleauskopplungen
- The Bitter End
- This Picture
- Special Needs
- English Summer Rain
- Protège-Moi (in Frankreich und der Schweiz)

## Rezeption

### Charts und Chartplatzierungen
Besonders in Frankreich, Deutschland und der Schweiz konnte das Album Erfolge verbuchen. Es erreichte folgende Chartplatzierungen:
- Frankreich: 1. Platz
- Deutschland: 2. Platz
- Schweiz: 3. Platz
- Österreich: 6. Platz
- Großbritannien, Australien: 11. Platz
- Schweden, Finnland: 14. Platz
- Dänemark: 28.	Platz

Damit war Sleeping with Ghosts in Mitteleuropa erfolgreicher als im Heimatland der Band, Großbritannien.

### Auszeichnungen für Musikverkäufe
| Land/Region                  | Auszeichnungen für Musikverkäufe (Land/Region, Auszeichnung, Verkäufe) | Verkäufe  |
| ---------------------------- | ---------------------------------------------------------------------- | --------- |
| Belgien (BRMA)               | Gold                                                                   | (25.000)  |
| Deutschland (BVMI)           | Platin                                                                 | (200.000) |
| Europa (IFPI)                | Platin                                                                 | 1.000.000 |
| Frankreich (SNEP)            | 2× Platin                                                              | (600.000) |
| Griechenland (IFPI)          | Gold                                                                   | (10.000)  |
| Österreich (IFPI)            | Gold                                                                   | (15.000)  |
| Portugal (AFP)               | Silber                                                                 | (10.000)  |
| Schweiz (IFPI)               | Gold                                                                   | (20.000)  |
| Vereinigtes Königreich (BPI) | Gold                                                                   | (100.000) |
| Insgesamt                    | 1× Silber · 5× Gold · 4× Platin ·                                      | 1.000.000 |